# Modène
 Modène  es una población y comuna francesa, en la región de Provenza-Alpes-Costa Azul, departamento de Vaucluse, en el Carpentras y cantón de Mormoiron. Es un pequeño pueblo situado en las faldas del Mont Ventoux, en el sur de la misma, y 14 kilómetros al noreste de Carpentras.
Está integrada en la Communauté d'agglomération du Grand Avignon.
Nótese que Modène es también el nombre en francés de Módena (Italia).

## Demografía
| 168 | 163 | 174 | 217 | 252 | 275 |
| Para los censos de 1962 a 1999 la población legal corresponde a la población sin duplicidades (Fuente: INSEE [Consultar]) |     |     |     |     |     |

Forma parte de la aglomeración urbana de Caromb.